# جون كوبر (متسابق دراجات نارية)
جون كوبر (بالإنجليزية: John Cooper)‏ هو متسابق دراجات نارية إنجليزي سابق. نافس في سباقات بطولة العالم لفئة 500 سي سي ولفئة 350 سي سي ولفئة 50 سي سي. كما شارك في كأس جزيرة مان السياحية.